# Andreas Neugeboren
Andreas Neugeboren (* 27. Juni 1959 in Halle (Saale), Deutsche Demokratische Republik) ist ein deutscher Theaterschauspieler, Journalist und Fernsehmoderator.

## Leben
Neugeboren wuchs in Lochau auf. Er absolvierte zunächst eine Ausbildung zum Fotografen, ehe er nach einem 18-monatigen Wehrdienst die Theaterhochschule „Hans Otto“ Leipzig besuchte und seinem ursprünglichen Berufswunsch, Schauspieler zu werden, nachging. Er spielte unter anderem im Thalia Theater in Halle (Saale). 1989 wurde Neugeboren Teil der Kabarettgruppe Die Kiebitzensteiner, mit denen er in der Hallenser Moritzburg auftrat.
Nach der Wende wechselte er in den journalistischen Bereich und wurde Nachrichtensprecher bei Radio Sachsen-Anhalt, später war er in dieser Funktion auch für den Mitteldeutschen Rundfunk bei MDR 1 Radio Sachsen-Anhalt tätig. Beim MDR Fernsehen übernahm er auch Moderationen, so zunächst ab 1994 mit Constanze Roeder, später ab 1999 mit Victoria Herrmann für Unterwegs in Sachsen-Anhalt und von 2014 bis zur Einstellung im September 2023 auch als Moderator von MDR um 11. Seit 2023 gehört er zum Moderatoren-Team des Regionalmagazins Sachsen-Anhalt heute.